# Власть-собственность
Феномен власти-собственности — термин социальной антропологии и социальной философии, обозначающий право верховного правителя надобщинного коллектива распоряжаться всем его достоянием от его имени и в его интересах. Общество, где функционирует этот институт, не знает собственности, оно основано лишь на власти правителя. В этом случае высшая власть нередко сакрализована.
Первым на отсутствие частной собственности в восточных обществах обратил внимание Карл Маркс, выдвинувший идею об азиатском способе производства. Проблема соотношения «власти» и «собственности» активно изучалась на материале европейского средневековья медиевистом А. Я. Гуревичем, однако сам термин «власть-собственность» применяется к истории Востока, в частности его создателем — Леонидом Васильевым, который считает, что это феномен есть «имманентная специфическая сущность, квинтэссенция всех неевропейских (незападных по происхождению) обществ в истории».
Смысл концепции заключался в том, что тысячелетиями вне антично-буржуазного Запада формировалась власть старших в управляемыми ими коллективах от патриархальной семейно-клановой группы до деревенской общины, а затем и племени, что привело к возникновению урбанистической цивилизации и государственности.
Принцип устоявшейся тысячелетиями власти старших привёл к оформлению всевластия правителя при отсутствии представления о собственности, а затем и к всеобщему признанию бесправными подданными верховной собственности носителя власти. Иными словами, не частная собственность привела усложнявшиеся общества вне Запада к классам и государствам, не отношения производства сыграли при этом, на чём настаивал марксизм, решающую роль. Главным был социополитический процесс, происходивший безо всяких частных собственников. Он создал отношения власти, привёл к самоорганизации усложнившегося и численно разросшегося общества и к появлению государства как института, основанного на чётком расслоении общества на управителей и управляемых. Общество, в котором существует этот институт, не знает никакой собственности, основанной на праве, оно стоит на абсолютной власти правителя. Феномен власти-собственности Васильев считает имманентной специфической сущностью, квинтэссенцией всех неевропейских обществ в истории. Несмотря на то, что со временем в развивавшихся государственных образованиях Востока, вплоть до великих его империй, в результате процесса приватизации появлялась и порой играла даже важную роль частная собственность, эта собственность там всегда была искусственно оскоплена, то есть ограничена в своих возможностях и строго контролировалась государством. Естественно, это препятствовало возникновению буржуазии как самодеятельного слоя.
Также этот термин употреблял для средневековой российской истории академик Леонид Милов.

### Комментарии
1. ↑  Часто авторство термина совершенно ошибочно приписывают Гуревичу, который, хотя и занимался проблематикой, сам этот термин никогда не употреблял